# Duboisvalia albicornis
Duboisvalia albicornis är en fjärilsart som beskrevs av Constant Vincent Houlbert 1917. Duboisvalia albicornis ingår i släktet Duboisvalia och familjen Castniidae. Inga underarter finns listade i Catalogue of Life.